# كسر التناظر الصريح
في علم الفيزياء النظرية، كسر التناظر الصريح (بالإنجليزية: explicit symmetry breaking)‏ هو كسر لتناظر نظرية عن طريق إعادة صياغة معادلات حركتها (مثل لاغرانجيان أو ميكانيك هاملتوني) التي تجاهلت التناظر. يستخدم هذا المصطلح عادة في المواقف التي يكون فيها كسر التناظر محدود. ومن أمثلة ذلك، انقسام الخط الطيفي في تأثير زيمان، نتيجة اضطراب التجاذب المغناطيسي في هاميلتونية الذرات المتأثرة بالمجال.
يختلف كسر التناظر الصريح عن كسر التناظر التلقائي، ففي الأخير، معادلاته لا تتجاهل التناظر، ولكن الحالة القاعية للنظرية تكسر هذا التناظر.